# Freestyle Script
Freestyle Script（フリースタイル・スクリプト）は、1969年にコリン・ブリグナルが、1981年にマーティン・ウェイトが制作したLetrasetのスクリプトである。Freestyle Scriptは、1980年代のコマーシャル、バースデーカード、装飾、ロゴなど多くの用途で使われている。現在使われているFreestyle Scriptは1986年にデザインされたものである。本フォントは、アドビ、インターナショナル・タイプフェイス・コーポレーション、モノタイプ・イメージング、Elsner+Flake、Esselte Corporation（1997年）、Scangraphic Type、ライノタイプ、イメージ・クラブ、Letrasetなどの会社が提供している。また本フォントには、Regular、Bold、LT、Plain、LET、EF、SB、SH、SH Reg Alt、SB Reg Altといういくつかの派生書体がある。Freestyle Scriptは、筆記体（プレーン）では78の言語、その他の書体（レギュラー、太字、Altなど）については33の言語に対応しています。キリル文字バージョンは1993年に制作され、ラテン1補助の書体から成っている。2000年、MyFontsの対応書体の一つとなる。

## ギャラリー
Freestyle Scriptの様々な書体:

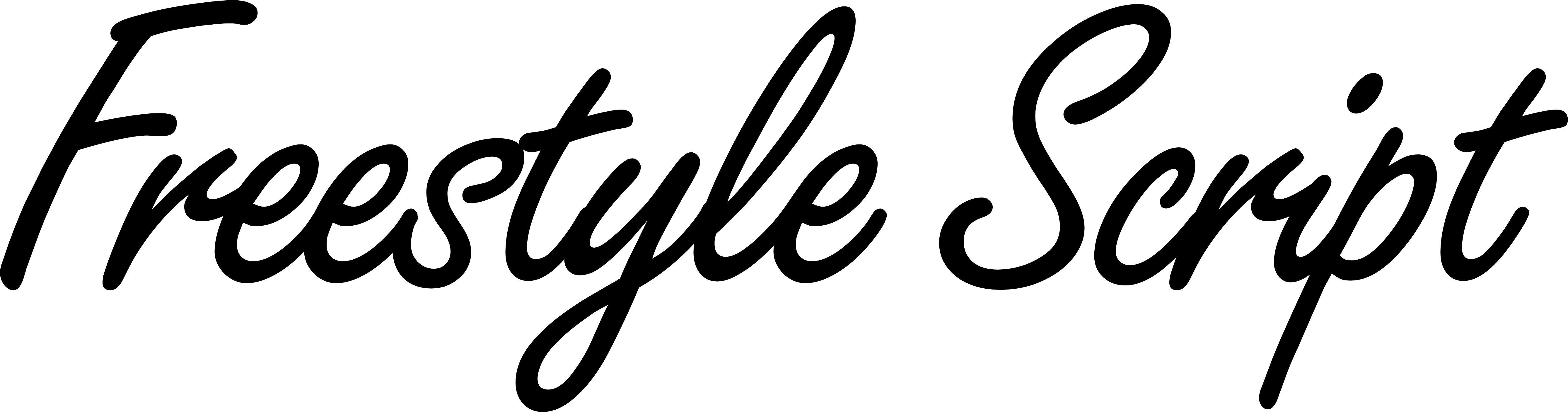
Freestyle Script Plain
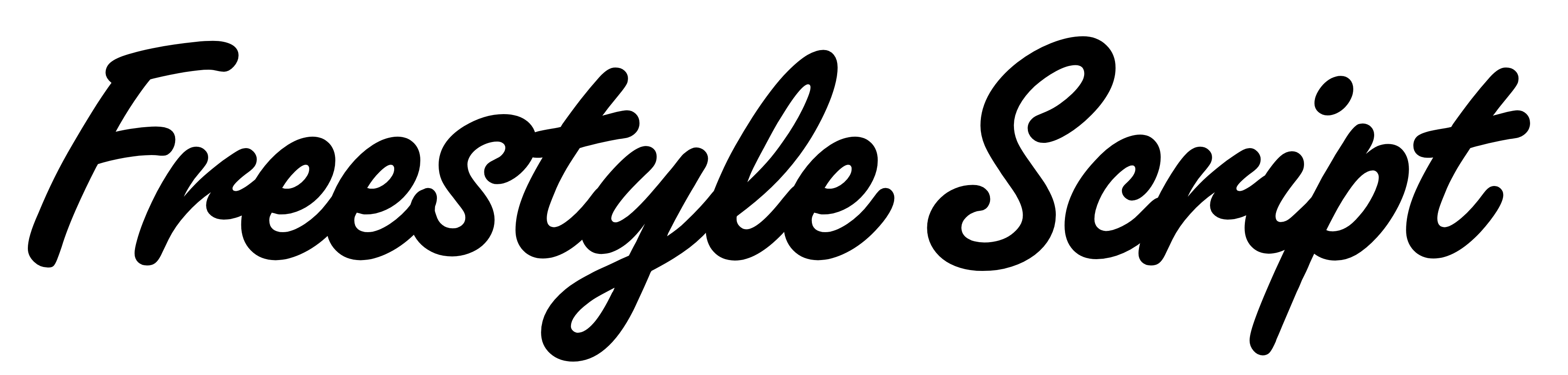
Freestyle Script Plain Bold
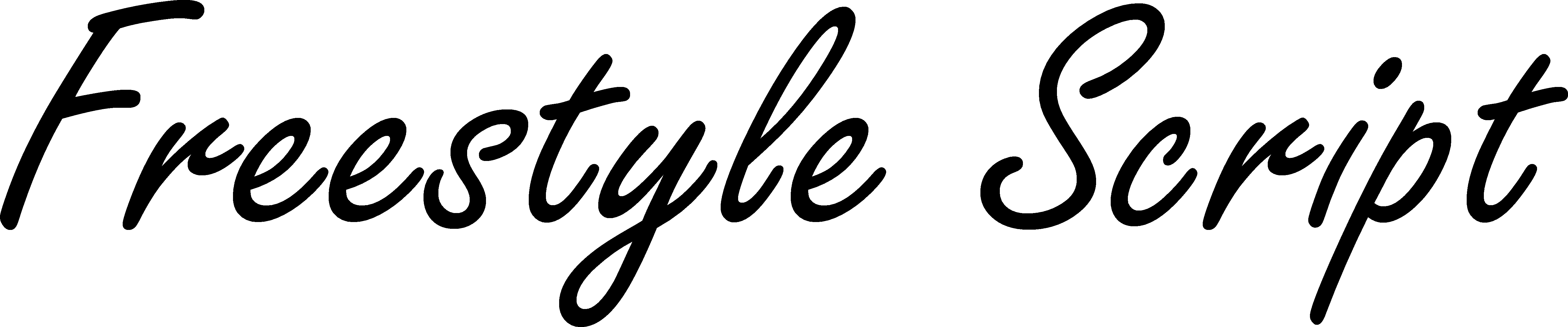
Freestyle Script Regular
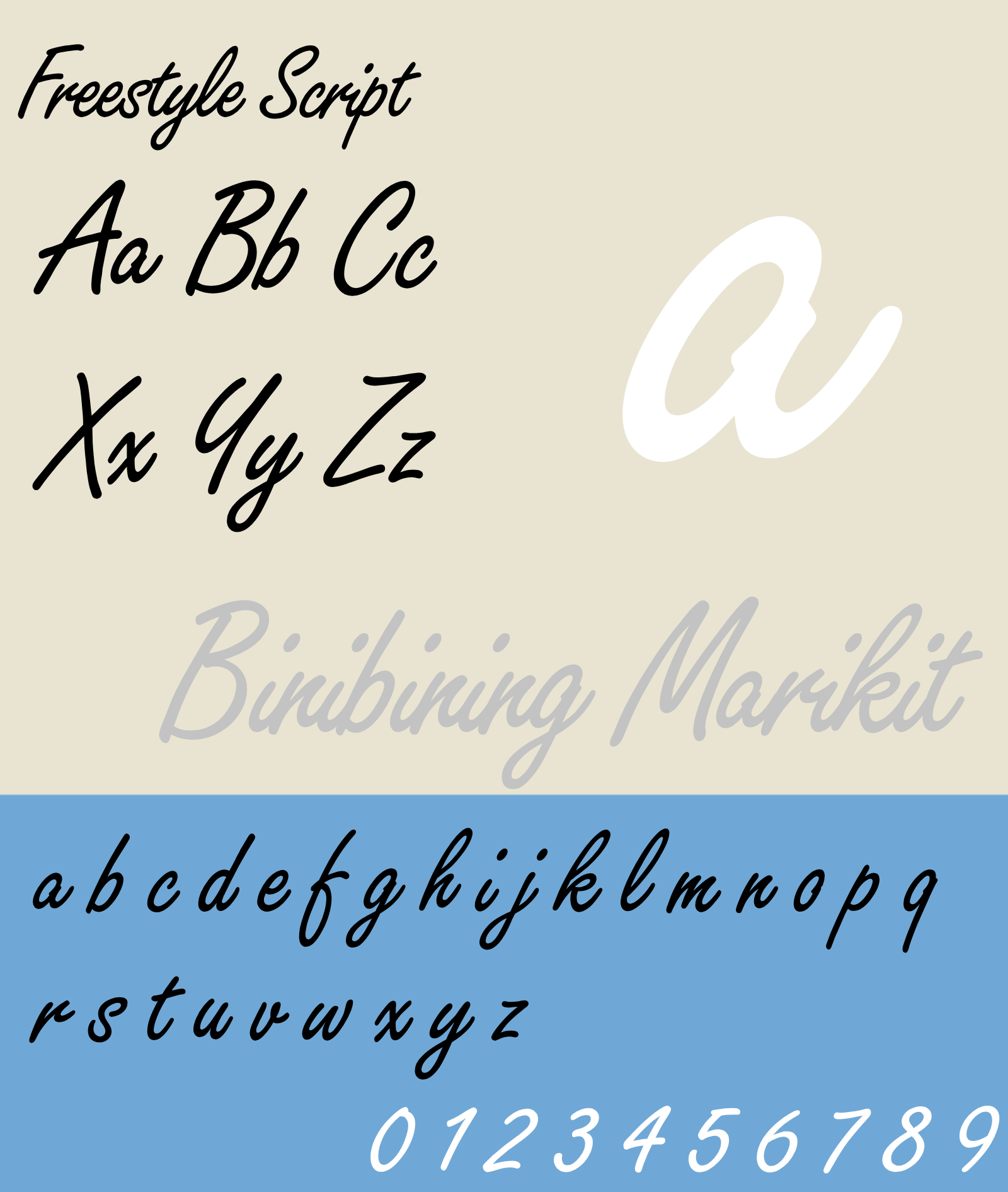
Freestyle Script Plain specimen
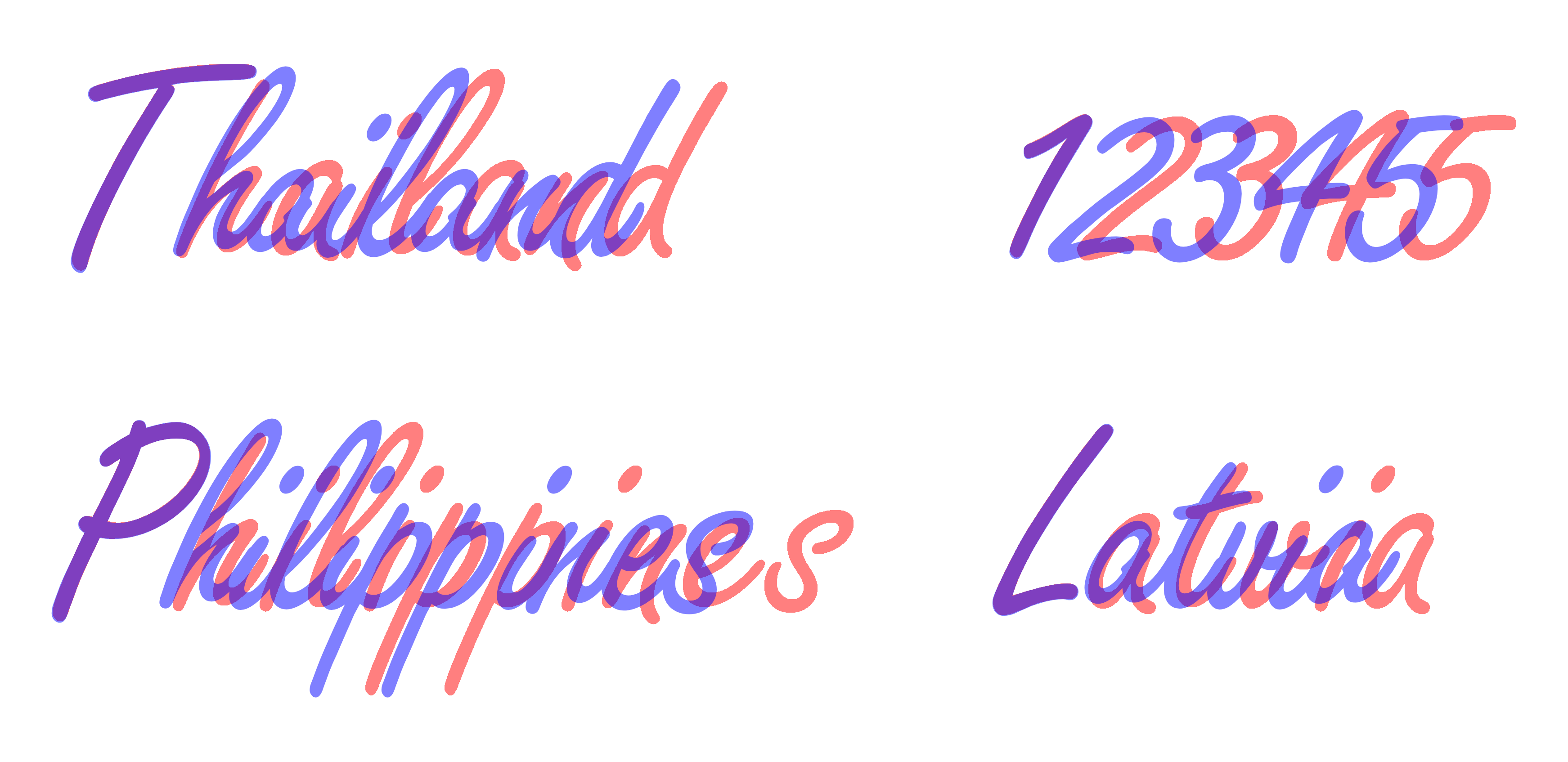
Further samples of comparison
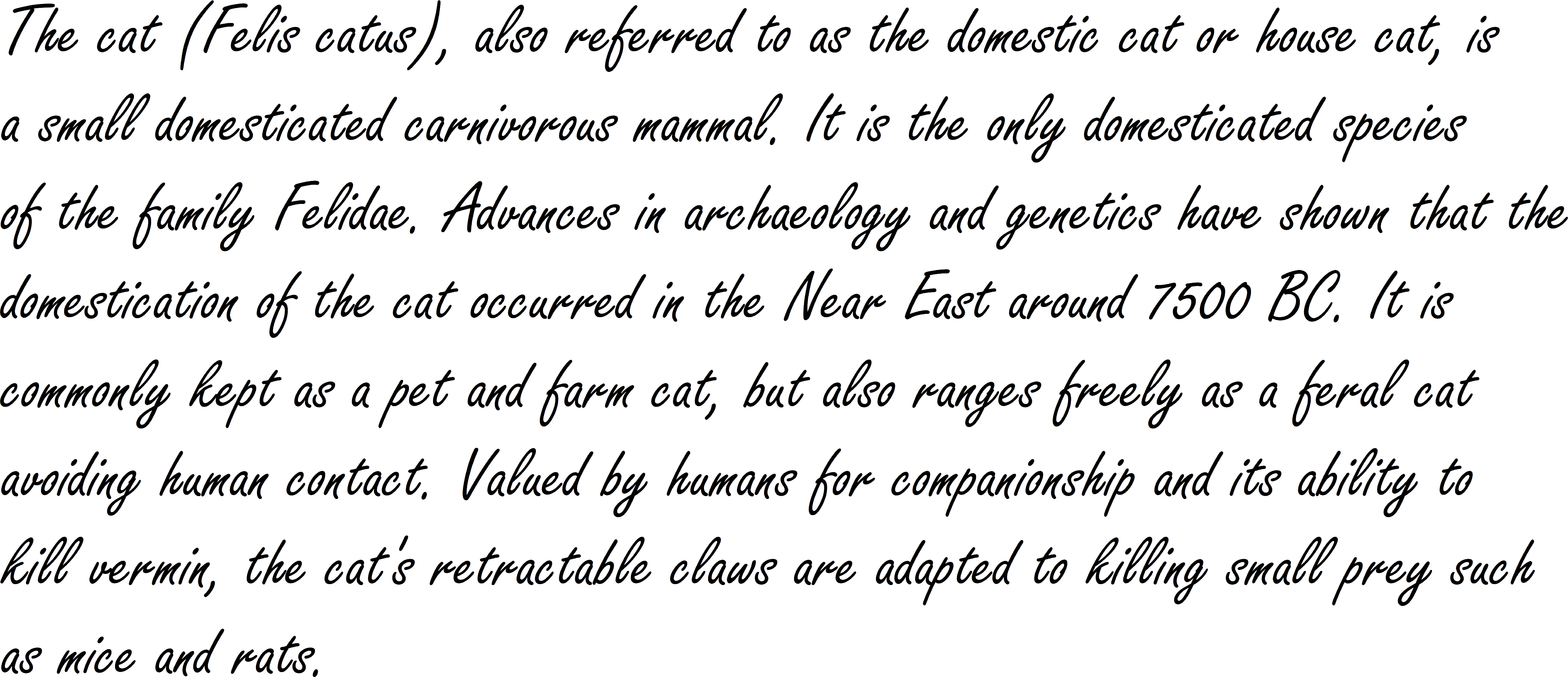
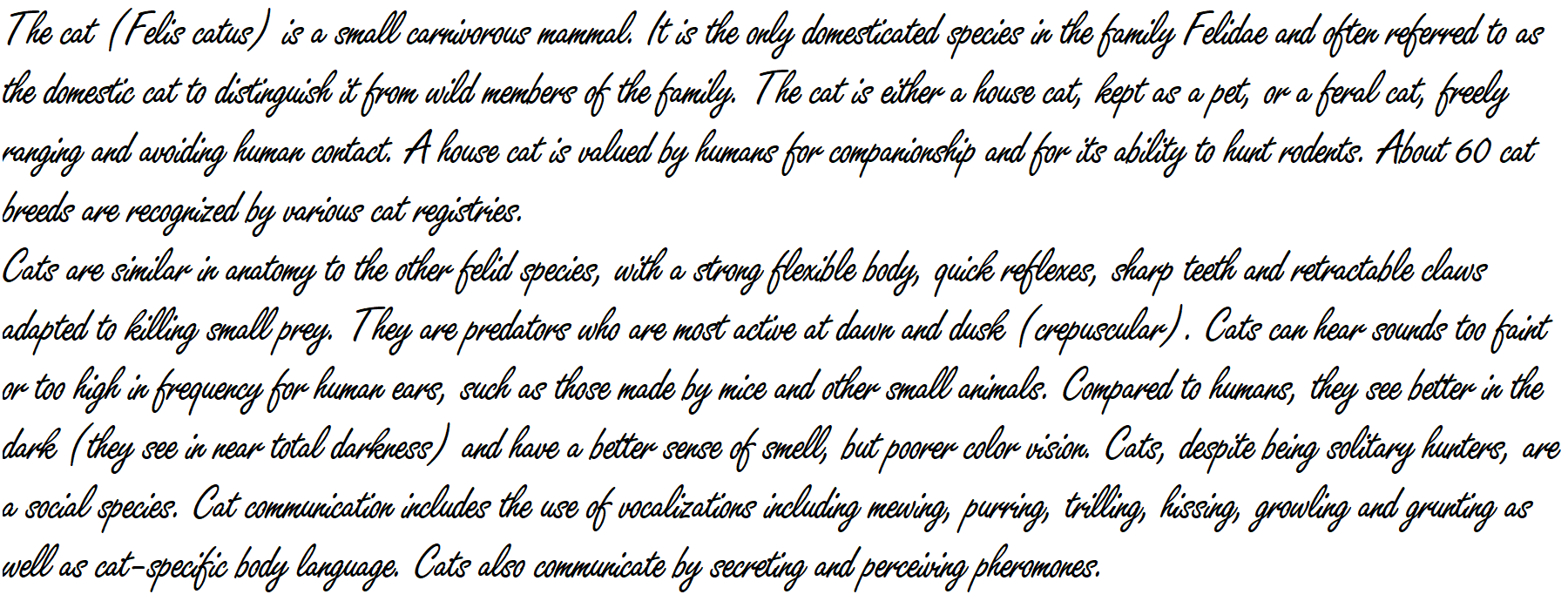